# Große Trigonometrische Vermessung
Die Große Trigonometrische Vermessung (englisch Great Trigonometrical Survey) war das Projekt zur Grundlagenvermessung des Indischen Subkontinents durch trigonometrische Vermessungsnetze, das über den größten Teil des 19. Jahrhunderts dauerte. Es wurde von der Messung des Meridianbogens zwischen dem Kap Komorin, der Südspitze Indiens, und einem kleinen Berg bei Mussoori in Uttarakhand in den Ausläufern des Himalaya begleitet. Diese wurde als The Great Arc bekannt und war mehr als 2500 km (1500 Meilen) lang. The Great Arc war einer der längsten Meridianbögen der damaligen Erdvermessungen. 
Der Initiator und jahrelange Leiter des Projekts war William Lambton (ab 1799); nach seinem Tod wurde es von George Everest und Andrew Scott Waugh fortgeführt und schließlich von James Thomas Walker abgeschlossen (Publikation ab 1871).

## Vorgeschichte
Im 18. Jahrhundert hatte die British East India Company zwar eine Reihe mehr oder weniger zusammenhängender Besitzungen in Indien, der Subkontinent war für Europäer im Prinzip aber immer noch unbekanntes Land. Zunächst wurden vor allem die Küsten von den Schiffen der East India Company aus mit Hilfe von Kompass-Peilungen und astronomischen Ortsbestimmungen vermessen – ein notwendigerweise ungenaues Verfahren. James Rennell, von 1767 bis 1777 Surveyor-General of Bengal, hatte große Teile von Bengalen vermessen sowie die Provinzen entlang des Ganges bis kurz vor Delhi kartographiert und 1779 im Bengal Atlas veröffentlicht, dem 1783 die erste geographisch exakt erscheinende Karte Indiens folgte. Eine Reihe weiterer Vermessungen waren von anderen Beauftragten der East India Company durchgeführt worden. Die Karten beruhten aber weitgehend auf Längenmessungen und astronomischen Ortsbestimmungen und waren deshalb ungenau und nicht frei von Widersprüchen. Um die damalige Jahrhundertwende bildete sich daher die allgemeine Meinung, dass die erforderliche Genauigkeit nur mit einer dreidimensionalen, trigonometrischen Vermessung erzielt werden könne. Die durch den Vierten Mysore-Krieg und die siegreiche Belagerung von Seringapatam erworbenen Gebiete boten dazu einen Anlass.

## William Lambtons Initiative

### Vorbereitungen
William Lambton, ein Vermessungsoffizier, der an dem Mysore-Feldzug teilgenommen hatte, ergriff die Gelegenheit und schlug 1799 vor, das Gebiet zwischen der Koromandelküste im Osten und der Malabarküste im Südwesten Indiens durch eine genaue Triangulation aufzunehmen und einen Meridianbogen zu messen. Er erhielt zwar alsbald den Auftrag dazu und bestellte die notwendige Ausrüstung, unter anderem einen damals mit der notwendigen Präzision äußerst seltenen und mehr als eine halbe Tonne wiegenden Theodolit; aber es dauerte bis 1802, bis alle Instrumente in Madras ankamen. Das Schiff mit dem Theodolit war von einem französischen Kaperschiff nach Mauritius gebracht worden, dessen Befehlshaber das kostbare Instrument jedoch mit einem höflichen Begleitschreiben der Regierung in Madras zusenden ließ.
Die Messkette für die Messung der Basislinien sollte ursprünglich ein Geschenk an den Kaiser von China werden, was aber fehlschlug, so dass sie auf Umwegen Lambton zur Verfügung gestellt wurde. Sie war 100 Fuß (30,48 m) lang und bestand aus 40 miteinander verbundenen, jeweils 2½ Fuß (76,2 cm) langen Eisenstäben. Bei den Längenmessungen befand sich die Kette in fünf extra angefertigten 20 Fuß (6,096 m) langen Holzkisten, um sie vor der Sonneneinstrahlung zu schützen. Die Kisten waren auf justierbaren Stativen gelagert, so dass die Kette zu einer exakten Geraden ausgerichtet werden konnte. Bei jeder Messung wurde die Temperatur in den Kisten gemessen, um die Ausdehnung des Metalls berücksichtigen zu können. Eine weitere Kette wurde nicht im Feld benutzt, diente aber zur Kontrolle zu Beginn und am Ende jeder Messung einer Basislinie.

### Beginn der Vermessung
Die Große Trigonometrische Vermessung Indiens begann am 10. April 1802 mit der Messung einer Basislinie bei Madras. Major Lambton wählte die Ebene zwischen St. Thomas Mount an ihrem nördlichen Ende und Perumbauk Hill am südlichen Ende, auf der eine 7,5 Meilen (12,1 km) lange Linie eingerichtet werden konnte. Am 22. Mai 1802 wurden diese Messungen abgeschlossen. Lambton vermaß danach einen kurzen Meridianbogen in der Nähe von Madras sowie die Länge eines ihn im rechten Winkel schneidenden Breitengrades. Dabei verwandte er 16 Nächte allein auf die Beobachtung des Sternes Aldebaran.
Anschließend wurde eine Serie von Dreiecken bis zur Hochebene von Mysore vermessen. Bei Bangalore bestimmte ein Assistent Lambtons 1804 die Länge einer zweiten Basislinie zur Kontrolle der bisherigen Arbeiten und als Grundlage für die folgenden Vermessungen. Mit einer Serie von weiteren Triangulationen, unter anderem über den Gipfel des 1748 m hohen Tadiandamol, wurde die Malabarküste bei den Küstenorten Tellicherry und Cannanore erreicht. 1806 wurde diese Serie beendet. Dabei stellte sich heraus, dass die Entfernung von Küste zu Küste, die nach den bisherigen Karten 400 Meilen betragen hatte, tatsächlich nur 360 Meilen betrug. Diese Differenz von 40 Meilen (64 km) war auch gegenüber Zweiflern ein Beweis für die Notwendigkeit einer sorgfältigen trigonometrischen Grundlagenvermessung.

### Vermessungen im Süden Indiens, Fortsetzung nach Norden
Lambton wandte sich dann hauptsächlich dem Meridianbogen zu und erstellte Triangulationen von Bangalore zum Kap Komorin. Dabei benutzte man auch die Tortürme von Tempelanlagen, die mit einem Gerüst versehen wurden und als hoch gelegener Vermessungspunkt dienten. Als der schwere Theodolit in Thanjavur auf einen solchen Turm gezogen wurde, brach ein Seil und das Instrument schlug mit großer Wucht gegen die Wand, wobei wichtige Teile verbogen und beschädigt wurden. Anstatt den Schaden als irreparabel anzusehen, schloss sich Lambton in seiner Basis in Bangalore mit dem Theodolit in sein Zelt ein, um ihn in sechswöchiger Arbeit so vollständig zu reparieren, dass er noch bis 1830 verwendet werden konnte.
1811 war die Vermessungen des Meridianbogens zwischen Bangalore und Kap Kormorin beendet. Lambton wandte sich während der nächsten Jahre den weiter nördlich liegenden Gebieten zu, wo die Triangulationen entlang des Meridianbogens und zu verschiedenen Küstenorten fortgesetzt wurden. Lambton überquerte den Fluss Tungabhadra und gelangte damit in das Gebiet des Nizam, den Fürstenstaat Hyderabad. Nach weiteren Vermessungsarbeiten richtete er 1818 mehr als 200 km weiter nördlich bei Bidar eine Station ein, um eine weitere Basislinie zu messen und ihre genaue Lage durch Serien astronomischer Beobachtungen zu überprüfen. Wie vorher schon an anderen Orten wurden dabei außerdem Versuche mit dem Pendelgravimeter durchgeführt, um die Schwerebeschleunigung an diesem Ort zu messen.
Bei den Arbeiten hatte sich gezeigt, dass die zur Markierung der Vermessungspunkte verwendeten Stangen im staubigen Dunst der Trockenzeit nur schwer zu sehen, aber in der klareren Luft der Regenzeit wesentlich leichter und über weitere Strecken zu erkennen waren. Dies galt auch für die im Lauf der Zeit eingesetzten Sonnenspiegel. Die Folge war, dass Lambton und sein Vermessungstrupp überwiegend in der Regenzeit unterwegs waren, auch wenn die Fortbewegung dann erschwert war. Lambton hatte in dieser Zeit nicht nur mit den Schwierigkeiten des Klimas, des Geländes und den häufigen Feindseligkeiten der örtlichen Bevölkerung zu kämpfen, sondern musste sich auch immer wieder gegen Kürzungen seines Budgets durch die Regierung in Madras und Zweifel an dem Sinn der aufwendigen Tätigkeit wehren.

### The Great Trigonometrical Survey of Indiawird dem Generalgouverneur unterstellt
Der Generalgouverneur in Kalkutta erkannte schließlich die Bedeutung der Arbeiten Lambtons, unterstellte ihn zum 1. Januar 1818 seiner Zentralverwaltung und ordnete an, das Projekt zukünftig als The Great Trigonometrical Survey of India zu bezeichnen. Gleichzeitig wurde George Everest zu Lambtons Chief Assistant ernannt.
Entsprechend Lambtons Vorstellung, ein flächendeckendes Grundlagennetz schrittweise nach Norden auszudehnen, konzentrierte er sich längere Zeit auf das Land zwischen den Flüssen Krishna und Godavari. Everest wurde 1819 zu Vermessungen in Gebiete entsandt, die von Malaria verseucht waren und deren Bewohner gegen ihre örtliche Regierung rebellierten. Es gelang ihm zwar, diese Schwierigkeiten zu überwinden, aber seine Gesundheit wurde so angegriffen, dass er 1820 zur Erholung ans Kap der Guten Hoffnung musste. Lambton arbeitete währenddessen unermüdlich weiter und verlängerte die Messung des Meridianbogens noch bis über Bidar hinaus jenseits des 18. Breitengrades. Die Jahre hatten aber auch bei ihm ihre Spuren hinterlassen. Während er für die Fortsetzung der Arbeiten von Hyderabad nach Nagpur unterwegs war, starb er am 20. Januar 1823 in Hinganghat im heutigen Distrikt Wardha von Maharashtra.
Lambton hatte in den mehr als zwanzig Jahren seit dem Beginn in Madras einen Meridianbogen von mehr als 1.100 km Länge und eine Fläche von insgesamt 165.342 Quadratmeilen bzw. 428.070 km² vermessen.

## George Everest wird Lambtons Nachfolger

Karte aus 1847 mit den Vermessungen zwischen Sironj und Dehradun

### Fortführung bis Sironj
George Everest, der zu dieser Zeit an der Triangulationsserie nach Bombay tätig war, wurde nach Lambtons Tod zu seinem Nachfolger und Leiter des Great Trigonometrical Survey ernannt. Zunächst hatte er Personalprobleme zu überwinden, da ein Kollege gestorben war, ein anderer seinen Abschied genommen hatte und die Mehrzahl von Lambtons Leuten, die aus der Gegend von Madras stammten, nicht gewillt waren, der weiter nach Norden ziehenden Vermessungstätigkeit zu folgen und sich damit weiter von ihrer Heimat zu entfernen. Dennoch gelang es ihm, die Vermessungen bis zu dem rund 680 km nördlich von Bidar gelegenen Sironj hinaus fortzuführen. Dort wurde ein weiteres vorläufiges Quartier eingerichtet und eine neue Basislinie vermessen. Everest selbst plagte sich in dieser Zeit mit schwerem Fieber, bis sich sein Zustand so verschlechterte, dass er 1825 zur Erholung nach England fahren musste.
Während seiner Abwesenheit erstellte einer seiner Mitarbeiter die mehr als 1.100 km lange Triangulationsserie von Sironj nach Kalkutta.

### Aufenthalt in England
Everest nutzte die Zeit in England, um sich mit den neuesten Entwicklungen der Vermessung vertraut zu machen, so dass er 1830 mit modernsten Geräten nach Indien zurückkehrte. Neben neuen Theodoliten bestand die wichtigste Neuerung darin, die Länge einer Basislinie nicht mehr mit Ketten zu messen, deren temperaturbedingte Ausdehnung nie exakt bestimmt werden konnte, sondern mit den von Colonel Colby erfundenen Kompensationsstangen (compensation bars). Sie bestanden aus je einem Messing- und einem Eisenstab, deren unterschiedliche Wärmeausdehnung die an ihrem Ende angebrachten Zeiger so bewegten, dass eine bestimmte Markierung auf dem Zeiger immer exakt auf denselben Punkt zeigte und die Entfernung zwischen diesen beiden Punkten daher immer genau gleich blieb.

### Surveyor General
Nach seiner Rückkehr übernahm Everest neben seiner Position als Leiter der Großen Trigonometrischen Vermessung auch das Amt des Surveyor General of India, also die Leitung einer Behörde, was sich nur schwer mit der im offenen Gelände stattfindenden Trigonometrischen Vermessung koordinieren ließ.
Everest hatte erkannt, dass Lambtons Vorstellung, mit flächendeckenden geodätischen Vermessungen ein sich über ganz Indien erstreckendes Netz von Dreiecken zu bilden, an der Größe des Subkontinents scheitern musste. Er beschränkte daher die Große Trigonometrische Vermessung auf Triangulationsserien entlang der Längen- und einiger Breitengrade. Dabei legte er großen Wert auf möglichst gleichmäßige Dreiecke. Kein Winkel durfte kleiner als 30° oder größer als 90° sein. Diese Dreiecksreihen in Abständen von meist rund 60 Seemeilen bzw. 110 km bildeten somit ein Raster, das anschließend durch einfachere topographische Vermessungen anderer Abteilungen des Survey of India ausgefüllt werden konnte, was zum großen Teil mit Hilfe von Messtischen möglich war. Everest erstellte damit nicht nur Regeln für die damalige Tätigkeit, sondern legte mit diesem als grid–iron bezeichneten Raster die bis heute, wenn auch in modernisierter Form, gültige Grundlage für das indische Vermessungswesen.

### Fortsetzung und Fertigstellung der Messung des Meridianbogens
1832 nahm er die Arbeiten an der Messung des Meridianbogens wieder auf, inzwischen verstärkt durch Andrew Scott Waugh, dessen Leistungen er bald schätzen lernte. Die mittlerweile erreichte Gegend machte auch neue Methoden erforderlich. Lambton hatte in dem hügeligen Gelände Südindiens zwar gute Vermessungspunkte gefunden, aber feststellen müssen, dass die Sicht in der Trockenzeit durch Staub und Dunst stark eingeschränkt war und deshalb überwiegend in der Regenzeit mit der klareren Luft gearbeitet, auch wenn dies für die Beteiligten erhebliche Beeinträchtigungen und oft auch gesundheitliche Schäden mit sich brachte. Everest musste dagegen in dem flachen Land im Gebiet des Ganges praktisch jeden Vermessungspunkt durch den Bau hölzerner, 10 bis 20 m hoher Türme künstlich herstellen, deren Position durch eine vereinfachte, vorläufige Vermessung festgelegt wurde. Wegen der dunstigen Luft arbeitete er auf kurzen Entfernungen mit Spiegeln, auf längeren Entfernungen wurde dagegen nachts mit durch parabolische Spiegel verstärkten Öllampen gearbeitet, die in bestimmten Intervallen angezündet wurden. Deren Licht war zwar mit bloßem Auge kaum erkennbar, aber aufgrund der vorläufigen Vermessung konnte der Theodolit schon vorher so ausgerichtet werden, dass das Leuchtsignal eingefangen wurde.
Ende 1834 begannen die Arbeiten am nördlichsten Teil des Meridianbogens mit der Messung einer Basislinie bei Dehradun im heutigen Uttarakhand in den Ausläufern des Himalayas, die mit allen Prüfungen und Kontrollmessungen etwa drei Monate dauerten. Diese Basislinie wurde mit zwei Gipfeln in den Siwalik-Hügeln verbunden, von denen aus weitere Dreiecke quer über die Ebene vermessen wurden. Außerdem wurde ein kleines astronomisches Observatorium gebaut. Der nördlichste Vermessungspunkt auf dem Berg Banog lag etwa 5 km nordwestlich von dem etwa 1800 m hoch gelegenen Mussoorie und 2 km von dem Haus entfernt, das sich Everest dort als sein dauerndes Quartier bauen ließ. Ende 1836 begannen zwei Gruppen, eine unter Leitung von Everest, die andere unter Andrew Waugh, die Basislinie bei Dehradun mit der älteren, rund 650 km weiter südlich bei Sironj gelegenen Basislinie zu verbinden. Um wirklich exakte Werte zu erhalten, wurde diese seinerzeit mit Ketten ausgemessene Linie bei Sironj nochmals mit den gleichen Instrumenten gemessen, die man bei Dehradun verwendet hatte. Außerdem wurde bei Sironj ein zweites, exakt gleiches Observatorium auf demselben Längengrad wie das erste gebaut. Im Oktober 1838 begann Andrew Waugh die vor Jahren im Dekkan gemessenen Winkel mit dem neuen Theodoliten zu überprüfen, was bis Juni 1839 dauerte. Bei seiner Rückkehr nach Dehradun zeigte sich, dass die rechnerisch von Sironj aus ermittelte Länge der Basislinie in Dehradun nur um 17 cm von der tatsächlichen Länge abwich. Von November 1839 bis Ende Januar 1840 nahmen Everest im nördlichen und Waugh im südlichen Observatorium gleichzeitige Messungen einer Reihe von Sternen vor,  um den Unterschied der Breitenkoordinaten der Observatorien zu bestimmen. Dasselbe Verfahren wurde im nächsten Winter zwischen Sironj und einem weiteren rund 650 km weiter südlich nahe der alten Basislinie bei Bidar gelegenen Ort wiederholt. Außerdem wurde auch diese alte Basislinie erneut ausgemessen. Auch hier wich die rechnerisch von Sironj aus ermittelte Länge nur um 10 cm von der tatsächlichen Länge ab.
1841 wurden mit diesen Arbeiten die von Lambton begonnenen Messungen des Meridianbogens zum Abschluss gebracht, der sich zwischen Kap Kormorin und dem rund 2500 km entfernten nördlichen Ende bei Dehradun über mehr als 21 Breitengrade erstreckt und als The Great Arc bekannt wurde. Er war einer der längsten Meridianbögen der damaligen Erdmessung und eines der größten wissenschaftlichen Projekte jener Zeit.

### Weitere Vermessungen
Neben der Messung des Meridianbogens verfolgte Everest auch die Vermessung weiterer Linien seines eisernen Rasters, so die schon von ihm selbst unter Lambton begonnene rund 500 km lange Serie auf dem Breitenkreis von Bombay bis zu dem Meridianbogen sowie eine Reihe von Serien zwischen der Triangulationsserie Sironj – Kalkutta und der Grenze von Nepal.
1843 nahm Everest seinen Abschied und kehrte nach England zurück.

## Andrew Waugh wird Leiter der Großen Trigonometrischen Vermessung und Surveyor General

### Fortsetzung von Everests Eisernem Raster
Auf Everests Vorschlag wurde Andrew Scott Waugh 1843 zum Leiter der Großen Trigonometrischen Vermessung und gleichzeitig zum Surveyor General of India ernannt. Andrew Waugh setzte die Arbeiten an dem von Everest etablierten Eisernen Raster (gridiron) fort, überwiegend im nordöstlichen Indien.

### Triangulation entlang des Himalaya,Entdeckungdes späteren Mount Everest

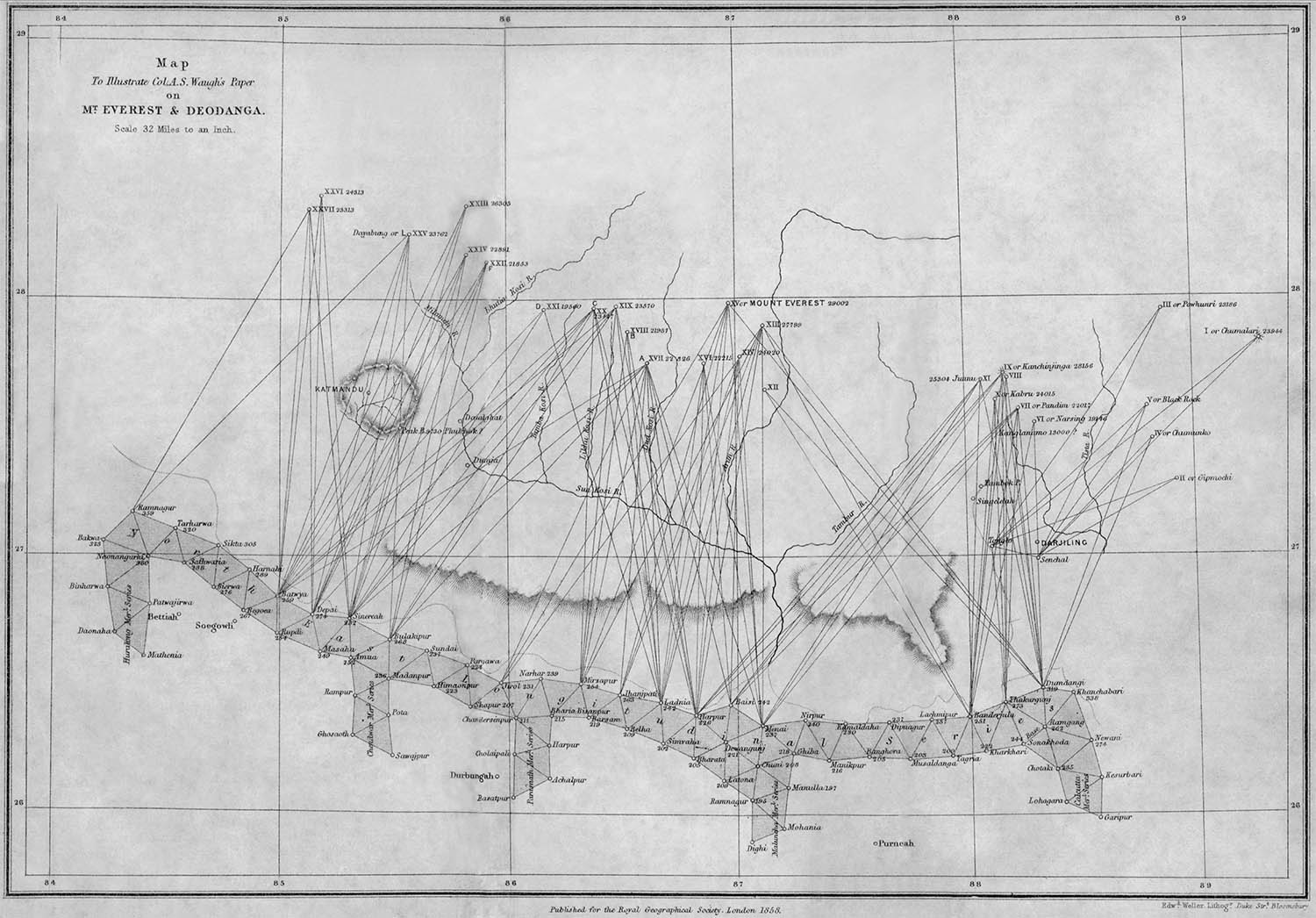
Triangulation entlang des Himalaya und Peilungen auf seine Gipfel

Die längste der zahlreichen Triangulationsserien war die von Dehradun nach Osten entlang des Himalaya bis in die Region südlich von Darjeeling, wo in Sonakhoda in der Nähe von Jalpaiguri eine weitere Basislinie erstellt wurde. Da die nepalesische Regierung keinen Zugang zu ihrem Territorium gewährte, mussten die Arbeiten zwischen 1845 und 1850 mit großen Verlusten durch die malariaverseuchten Dschungel- und Sumpfgebiete des Terai am Fuße des Himalaya geführt werden. Dabei starben in einer einzigen Saison vierzig indische Mitarbeiter. Von den britischen Vermessern erkrankte fast die Hälfte am Dschungelfieber und starb vor Ort oder in den folgenden Jahren.
Die verschiedenen Vermessungstrupps nahmen auch Peilungen zu 79 weit entfernten hohen Gipfeln des Himalaya vor, die den Briten zum Teil noch unbekannt und nirgends präzise verzeichnet waren. Während bei den Triangulationsserien meist Dreiecke mit Kantenlängen von etwa 30 bis 50 km (19 bis 31 Meilen) und nicht mehr als 100 km (62 mi.) vermessen wurden, ergaben sich nun Dreiecke mit Kantenlängen zwischen 130 km und mehr als 200 km. Die Berechnungen des von Everest 1831 als mathematischer Gehilfe eingestellten und mittlerweile zum Chief Computor des Survey of India aufgestiegenen Radhanath Sikdar kamen 1852 zu dem Ergebnis, dass Peak XV mit 29.002 Fuß (8.840 m) der höchste der angepeilten Gipfel und damit wahrscheinlich der höchste Berg der Welt sei. Nach zahlreichen Überprüfungen und Kontrollrechnungen teilte Andrew Waugh dieses Ergebnis der Royal Geographical Society in einem Schreiben vom 1. März 1856 mit, das in deren Versammlung vom 11. Mai 1857 verlesen wurde. Da aus der großen Entfernung nicht mit Sicherheit festzustellen gewesen sei, wie die örtliche Bevölkerung den Berg nenne, habe er ihn zu Ehren seines Vorgängers Mount Everest genannt.

### Weitere Serien, Vermessungen im Westen

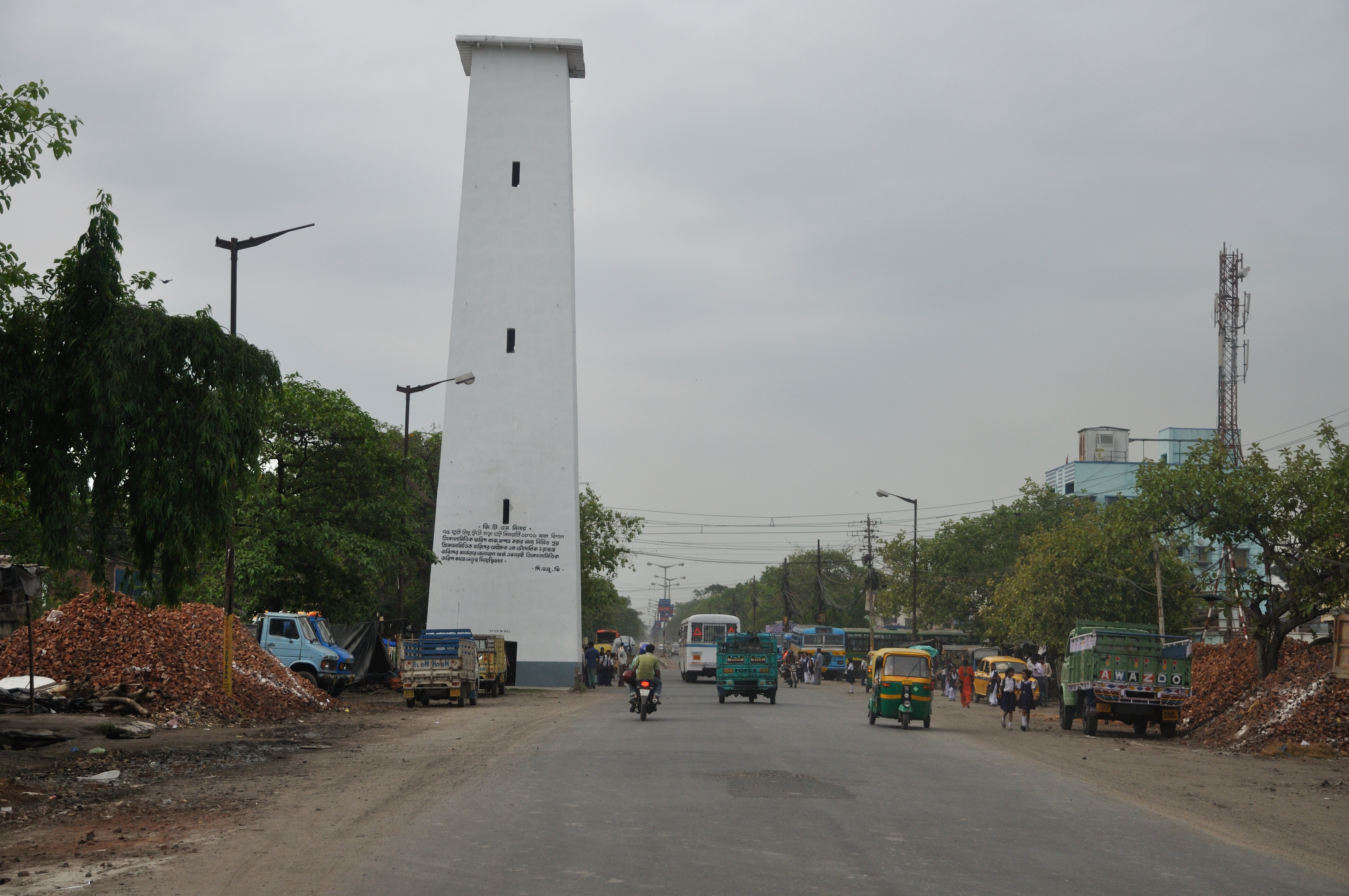
Ein für die Vermessungen gebauter Turm in der Nähe von Kalkutta

Während dieser Zeit wurden von Andrew Waughs Mitarbeitern auch die Triangulationsserien von Bombay entlang der Küste nach Goa und an der östlichen Küste von Kalkutta nach Madras ausgeführt sowie weitere kürzere Serien im Osten im Rahmen des von Everest angelegten Rasters.
Nach diesen letztlich noch auf Everest zurückgehenden Arbeiten wandte sich Andrew Waugh 1856 dem Westen zu, wo die Provinzen Sindh und Punjab erst kurz zuvor unter die Herrschaft der British East India Company gekommen waren. Er plante, dieses Gebiet ebenfalls nach der Rastermethode zu vermessen, also ein Gebiet, dessen Gesamtfläche größer war als die des von Everest ausgeführten Eisernen Rasters.
Eine Triangulationsserie wurde zwischen 1847 und 1853 von Dehradun nordwestlich entlang des Himalaya zu dem 650 km entfernten Attock am Indus zwischen Peshawar und Rawalpindi geführt – unterbrochen durch örtliche Aufstände. Eine andere begann 1848 in Sironj, durchquerte Gebirge und Wüstengebiete und erreichte das weit über 1.000 km entfernte Karachi im Jahr 1853. An beiden Endpunkten wurden wiederum Basislinien eingerichtet und genaueste Ortsbestimmungen durchgeführt, wobei die dazu erforderlichen Geräte und Instrumente zunächst von Dehradun nach Attock, anschließend von dort nach Karachi transportiert werden mussten. Attock und Karachi wurden mit einer ebenfalls weit über 1.000 km langen Triangulationsserie verbunden, die von beiden Orten aus gestartet wurde und sich in der Mitte traf. Schließlich wurden eine Reihe von Serien auf den Längengraden ausgeführt. Außerdem wurden zwischen Karachi und Attock einerseits sowie Sironj andererseits noch gesonderte Nivellements durchgeführt, um die exakte Höhenlage dieser Orte über dem Meeresspiegel zu bestimmen.
Diese Arbeiten wurden – nach einer Unterbrechung durch den Aufstand von 1857 – im Jahre 1860 fertiggestellt.

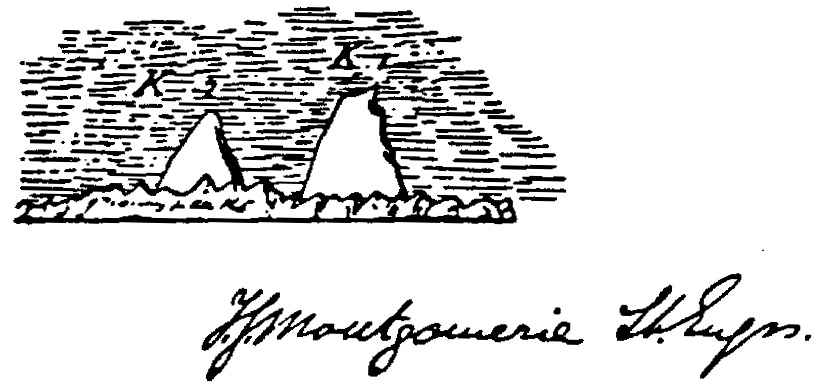
Montgomeries Skizze des K1 und K2

Währenddessen hatte Captain Montgomerie 1855 mit der Vermessung des Kaschmir begonnen. Die Triangulationsserie knüpfte in der Gegend von Jammu in einer Höhe von etwa 350 m an die frühere Serie entlang des Himalaya an. Bei der Überquerung der Gebirgskette des Pir Panjal wurden aber schnell Höhen erreicht, in denen Schnee die Arbeiten zusätzlich erschwerte. Nach der Durchquerung des Kaschmir-Tales lagen die Camps im Karakorum oft in Höhen von über 5.000 m. Die höchste Beobachtungsstation lag mehr als 6.200 m hoch, der höchste Vermessungspunkt wurde in 6.547 m Höhe eingerichtet. Montgomerie beobachtete dabei 1856 von dem am Nordrand des Kaschmir-Tales gelegenen, 5.142 m hohen Haramukh aus zwei markante Gipfel in großer Entfernung, die er skizzierte und als K 1 und K 2 notierte. Anschließende Vermessungen von verschiedenen Punkten aus ergaben, dass der mehr als 200 km entfernte K 2 eine Höhe von 28.278 Fuß (8.619 m) hatte und damit der zweithöchste Berg der Welt war – der auch heute noch K 2 genannt wird, da man wegen seiner Abgelegenheit keinen örtlichen Namen finden konnte (K 1 war der 7.821 m hohe Masherbrum). Captain Godwin-Austen gelangte bei der Vermessung Kaschmirs bis in die Nähe des K 2, wo er den Baltoro-Gletscher vermaß. Zu seinen Ehren wurde später der vom K 2 zum Baltoro-Gletscher fließende 20 km lange Seitenarm Godwin-Austen-Gletscher genannt.
Andrew Waugh plante noch die Erweiterung der Vermessung von Kalkutta nach Osten und von der Basislinie bei Sonakhoda nach Assam, nahm aber im März 1861 seinen Abschied, nachdem er mehr als 17 Jahre lang die Große Trigonometrische Vermessung und den Survey of India geleitet hatte.

## James Thomas Walker wird Leiter der Großen Trigonometrischen Vermessung

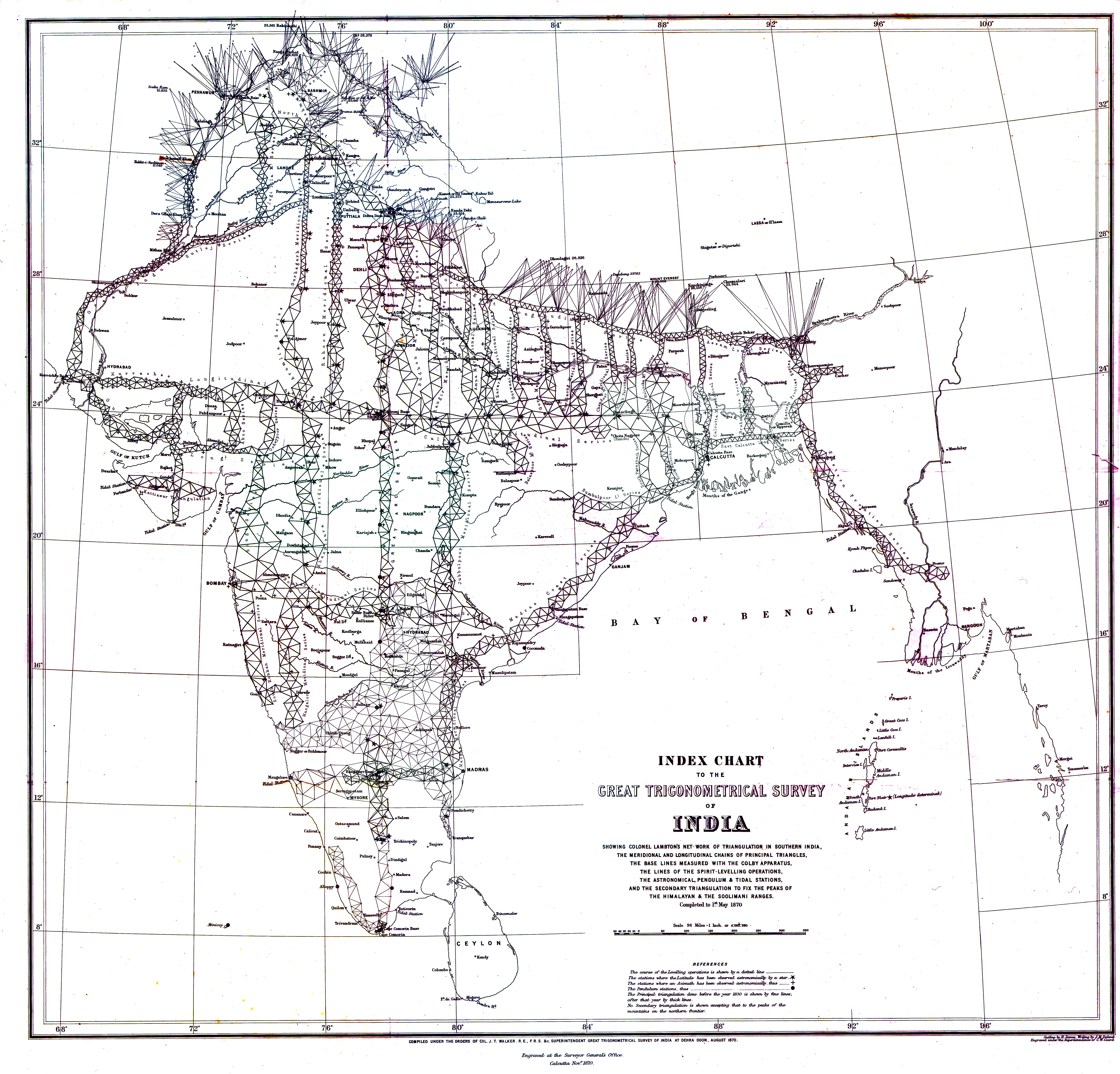
Übersichtskarte von 1870

### Ausdehnung des Netzes
Am 12. März 1861 wurde James Thomas Walker zum Leiter der Großen Trigonometrischen Vermessung ernannt, für die er seit 1853 tätig war. In den folgenden beiden Jahren vollendete er zunächst die Triangulationen im Nordwesten Indiens. Nachdem er 1862 eine Basislinie bei Visakhapatnam an der Ostküste erstellt hatte, zeigte sich, dass ihre tatsächliche Länge nur um einen halben Zoll (etwa einen Zentimeter) von der Länge abwich, die rechnerisch aufgrund des Vermessungsnetzes ermittelt wurde, das seinen Ausgangspunkt im 770 km entfernten Kalkutta hatte und über weite Strecken durch dichten Dschungel verlief. Diese Basislinie wurde mit einer weiteren Triangulationsserie mit dem Observatorium in Madras verbunden, das 1864 erreicht wurde – 62 Jahre, nachdem William Lambton dort das große Projekt begonnen hatte. Da es nun wesentlich präzisere Instrumente als zu Lambtons Zeit gab, wurde ein großer Teil seiner Vermessungen wiederholt, was insgesamt bis 1874 dauerte. In den nächsten zwei Jahren wurde der Great Arc mit Rameswaram auf der Insel Pamban verbunden und über einen Vermessungspunkt auf einer kleinen, zwischengelagerten Insel an das Vermessungsnetz Ceylons angeschlossen.
Ebenfalls ab 1862 begann man eine Triangulationsserie von Kalkutta nach Osten. Sie führte teilweise durch so dichten Dschungel, dass zunächst die Sichtlinien gerodet werden mussten, bevor mit der eigentlichen Vermessung begonnen werden konnte. Dem Dschungelfieber und der verbreiteten Cholera erlagen mehrere Personen. Dennoch konnte die rund 340 km lange Serie bis zur östlichen Grenze Indiens 1867 abgeschlossen werden. Diese Serie diente anschließend als Basis für weitere Vermessungen zum Himalaya, entlang der östlichen Grenze, entlang des Brahmaputra bis nach Sadiya in Assam sowie in südlicher Richtung entlang der Küste Birmas.
Im gleichen Zeitraum wurden weitere Triangulationsserien südlich von Bombay durchgeführt, ebenfalls zum Teil in dichtem Dschungel. In Kaschmir wurden die Vermessungen weiter in den Karakorum vorgeschoben, hier unmittelbar begleitet von den topographischen Vermessern, die in fast alle Gebirgstäler vordrangen. Dabei wurde auch der Nanga Parbat vermessen.

### Beendigung der Großen Trigonometrischen Vermessung
In den folgenden Jahren ließ James Walker noch zahlreiche kleinere, ergänzende Triangulationsserien ausführen. Außerdem wurden Nivellements zur Abstimmung der Höhenlage verschiedener Orte erstellt, Pendelversuche durchgeführt und kleinere Ungenauigkeiten bereinigt. Mit der Einführung der Telegrafie wurde es möglich, die Längengrade vieler Orte wesentlich genauer zu bestimmen, als das bislang möglich war. In der Zentrale in Dehradun wurden obendrein die Berechnungen der vergangenen Jahrzehnte nochmals überprüft.
Zu der Zeit wurde auch entschieden, einen Bericht über die Arbeiten an der Großen Trigonometrischen Vermessung Indiens (Account of the Operations of the Great Trigonometrical Survey of India) in zwanzig Bänden herauszugeben, von denen die ersten neun Bände unter der Walkers Leitung ab 1871 veröffentlicht wurden.
Die Große Trigonometrische Vermessung Indiens war damit beendet. In den mehr als 70 Jahren seit ihrem Beginn in Madras waren viele britische Geodäten und tausende indische Mitarbeiter, angefangen vom einfachen Träger bis zum Chief Computor in der Zentrale, für das Projekt tätig. Eine große Zahl starb an den vielfältigen Krankheiten, die der Aufenthalt in Dschungeln, Sümpfen und Wüsten mit sich brachte. Das Durchhaltevermögen und das ständige Bestreben nach größtmöglicher Genauigkeit führten zu einem der größten Vermessungsnetze der damaligen Welt, das als das genaueste seiner Zeit galt.
James Walker wurde am 1. Januar 1878 zum Surveyor-General of India ernannt.